# Vava Mario Yagalo
Vava Mario Yagalo (sinh ngày 21 tháng 4 năm 1993) là một cầu thủ bóng đá người Indonesia hiện tại thi đấu ở vị trí hậu vệ cho Persija Jakarta.

## Sự nghiệp câu lạc bộ
Ngày 1 tháng 12 năm 2014, anh ký hợp đồng với Persija Jakarta.

## Sự nghiệp quốc tế
Anh từng nằm trong U-16 Indonesia.

## Thống kê sự nghiệp

### Câu lạc bộ
Tính đến 12 tháng 4 năm 2015.
| Câu lạc bộ          | Mùa giải            | Giải vô địch           | Giải vô địch | Giải vô địch | Piala Indonesia | Piala Indonesia | Châu Á  | Châu Á    | Khác    | Khác      | Tổng    | Tổng      |
| Câu lạc bộ          | Mùa giải            | Hạng đấu               | Số trận      | Bàn thắng    | Số trận         | Bàn thắng       | Số trận | Bàn thắng | Số trận | Bàn thắng | Số trận | Bàn thắng |
| ------------------- | ------------------- | ---------------------- | ------------ | ------------ | --------------- | --------------- | ------- | --------- | ------- | --------- | ------- | --------- |
| Persebaya Surabaya  | 2014                | Indonesia Super League | 12           | 0            | —               | —               | —       | —         | —       | —         | 12      | 0         |
| Persebaya Surabaya  | Tổng                | Tổng                   | 12           | 0            | —               | —               | —       | —         | —       | —         | 12      | 0         |
| Persija Jakarta     | 2015                | Indonesia Super League | 2            | 0            | —               | —               | —       | —         | —       | —         | 2       | 0         |
| Persija Jakarta     | Tổng                | Tổng                   | 2            | 0            | —               | —               | —       | —         | —       | —         | 2       | 0         |
| Tổng cộng sự nghiệp | Tổng cộng sự nghiệp | Tổng cộng sự nghiệp    | 14           | 0            | 0               | 0               | —       | —         | —       | —         | 14      | 0         |